# Березничка
Березничка (словац. Breznička) — село в Словаччині, Стропковському окрузі Пряшівського краю. Розташоване в північно-східній частині Словаччини, у Низьких Бескидах, у долині потока Войтовець, притоки Ондави.
Уперше згадується у 1430 році.

## Пам'ятки
У селі є греко-католицька церква святого Архангела Михайла з початку 19 століття в стилі класицизму, перебудована в 1905 році та після 1945 року, з 1988 року національна культурна пам'ятка. Перед храмом є мурована вступна брама з початку 19 століття в стилі класицизму.

## Населення
| Рік:            | 1993 | 2003    | 2013    | 2023   |
| --------------- | ---- | ------- | ------- | ------ |
| Кількість осіб: | 129  | 130     | 125     | 131    |
| Різниця:        |      | +0,77 % | -3,84 % | +4,8 % |

| Рік:            | 2022 | 2023   |
| --------------- | ---- | ------ |
| Кількість осіб: | 125  | 131    |
| Різниця:        |      | +4,8 % |

В селі проживає 119 осіб.
Національний склад населення (за даними останнього перепису населення — 2001 року):
- словаки — 96,27 %
- русини — 3,73 %

Склад населення за приналежністю до релігії станом на 2001 рік:
- греко-католики — 93,28 %,
- православні — 4,48 %,
- римо-католики — 2,24 %,